# Leo Delaney
Pour les articles homonymes, voir Delaney.
Leo Delaney est un acteur américain né le 15 mars 1885 à Swanton, dans le Vermont (États-Unis), mort le 4 février 1920 à New York (États-Unis).

## Filmographie
- 1907 : Foul Play; or, A False Friend
- 1907 : The Wrong Flat; or, A Comedy of Errors
- 1909 : Launcelot and Elaine
- 1910 : Rose Leaves
- 1910 : Ransomed; or, A Prisoner of War
- 1910 : The Telephone : The Husband
- 1910 : Jean Goes Fishing
- 1910 : Love, Luck and Gasoline : The Chauffeur
- 1910 : A Tin-Type Romance : Phil
- 1911 : Jean Rescues : Horace
- 1911 : Le Conte de deux cités (A Tale of Two Cities) : Darnay
- 1911 : Betty Becomes a Maid
- 1911 : Proving His Love; or, The Ruse of a Beautiful Woman
- 1911 : The Stumbling Block
- 1911 : Tested by the Flag : Tom Mack
- 1911 : Cherry Blossoms : The Lover
- 1911 : The Child Crusoes (en) de Van Dyke Brooke
- 1911 : By a Woman's Wit : The Clerk
- 1911 : In the Philippines; or, By the Campfire's Flicker : A Military Officer
- 1911 : The Answer of the Roses : Nello
- 1911 : The Cabin Boy : The Captain
- 1911 : Madge of the Mountains : Henry Brownlee Jr.
- 1911 : Their Charming Mama
- 1911 : Vanity Fair : George Osborne
- 1911 : A Reformed Santa Claus
- 1911 : Testing His Courage
- 1912 : The Meeting of the Ways : The Honest Attorney's Brother
- 1912 : Love Finds the Way : The Lover
- 1912 : Where the Money Went : The Real Estate Agent
- 1912 : Her Boy : The Son
- 1912 : The Love of John Ruskin : Sir John Millais
- 1912 : The Governor Who Had a Heart
- 1912 : The Unknown Violinist : A Vagabond Violinist
- 1912 : At Scrogginses' Corner : A Traveling Salesman
- 1912 : Old Love Letters : Edith's Present Husband
- 1912 : The Days of Terror; or, In the Reign of Terror : Jacques
- 1912 : The Extension Table : John Hayward
- 1912 : Fate's Awful Jest : Booking Agent of the Circus
- 1912 : The Money Kings
- 1912 : A Lively Affair : A Young Man of Affairs
- 1912 : The Light of St. Bernard : The Lighthouse Keeper's Assistant
- 1912 : The Adventure of the Italian Model
- 1912 : As You Like It (en) : Jacques De Bois
- 1912 : None But the Brave Deserve the Fair : Jim, Flora's Sweetheart
- 1912 : The Mills of the Gods : Miguel
- 1912 : The Awakening of Bianca : Nicola, Bianca's Sweetheart
- 1913 : The Volunteer Strike Breakers
- 1913 : The Skull : Mr. Jordan
- 1913 : Just Show People : Piquet, a Clown
- 1913 : Mr. Ford's Temper : Mr. Ford
- 1913 : Tim Grogan's Foundling
- 1913 : O'Hara's Godchild : Tom O'Grady
- 1913 : The One Good Turn
- 1913 : The Mouse and the Lion : John Burling, Detective
- 1913 : O'Hara and the Youthful Prodigal
- 1913 : A Window on Washington Park : The Old Man's Daughter's Husband
- 1913 : His Life for His Emperor : Pierre Duchesne
- 1913 : Bunny and the Bunny Hug : Winthrop's friend
- 1913 : The Heart of Mrs. Robins : Dick Bronson, a Chemist
- 1913 : His Tired Uncle : The Nephew
- 1913 : The Silver Cigarette Case : Doctor Hawley
- 1913 : 'Arriet's Baby : The Returning Sailor
- 1913 : Solitaires : Frank
- 1913 : O'Hara as a Guardian Angel
- 1913 : Better Days : Mr. Gordon
- 1913 : When Glasses Are Not Glasses
- 1913 : The Other Woman : John
- 1913 : Under the Daisies; or, As a Tale That Is Told : Robert Burton
- 1913 : The Doctor's Secret
- 1913 : The Next Generation
- 1913 : Father's Hatband : The Boyfriend
- 1913 : The Silver Bachelorhood
- 1913 : An Elopement at Home
- 1913 : Fanny's Conspiracy
- 1913 : The Honorable Algernon
- 1914 : Officer John Donovan
- 1914 : The Vavasour Ball
- 1914 : Sawdust and Salome : Walter Grey, his son
- 1914 : His Little Page
- 1914 : The Sacrifice of Kathleen
- 1914 : Old Reliable
- 1914 : A Helpful Sisterhood (en) de Van Dyke Brooke : Detective
- 1914 : Cupid Versus Money
- 1914 : Miser Murray's Wedding Present
- 1914 : The Right of Way
- 1914 : The Man That Might Have Been
- 1914 : An Affair for the Police
- 1915 : The Slightly Worn Gown
- 1915 : For Another's Crime
- 1915 : Hearts to Let
- 1915 : The Radium Thieves
- 1915 : The Millionaire's Hundred Dollar Bill
- 1915 : The Return of Maurice Donnelly : Young man
- 1915 : The Island of Regeneration : John Charnock Sr
- 1915 : The Way of the Transgressor de William Humphrey
- 1915 : Life's Yesterdays
- 1915 : The Tigress
- 1915 : Hearts Ablaze
- 1915 : The Butterfly's Lesson
- 1915 : Wasted Lives
- 1915 : The Flower of the Hills : Jack Brooks, the city man
- 1916 : The Secret Seven de William Humphrey
- 1916 : The Surprises of an Empty Hotel : Charles Manders
- 1916 : Beaned by a Beanshooter
- 1916 : The Vital Question : Adrian Scarsdale
- 1916 : Susie Snowflake : David
- 1916 : Whoso Findeth a Wife : Ralph Dunham
- 1917 : Pride and the Devil : John Allen
- 1917 : Love's Law : Undetermined Role
- 1917 : The Slacker : John Harding
- 1919 : The Great Victory, Wilson or the Kaiser? The Fall of the Hohenzollerns : Frederick III
- 1919 : False Gods : Detective Gillian
- 1919 : The Moonshine Trail : Hampton's Secretary
- 1920 : The Wall Street Mystery : Minkin
- 1920 : Circumstantial Evidence : Frank
- 1920 : The Unseen Witness : Welby Royd
- 1920 : The Scrap of Paper : Welby Royd
- 1922 : Flash in the Dark